# Codex de Dresde
Le codex de Dresde (ou Codex Dresdensis) est le plus complet des quatre codices mayas authentiques connus. 
C’est avec l'aide de ce manuscrit que le déchiffrement de l'écriture hiéroglyphique des Mayas a été rendu possible. Il est conservé au SLUB, la Bibliothèque d’État et universitaire de Saxe à Dresde, d’où son nom.

## Origine et date
Ce manuscrit est, dans l'état actuel des connaissances, une copie ou une réédition d'un original ancien non conservé de la culture maya classique. En se basant sur les dates de début et de fin des conjonctions astronomiques mentionnées dans ce codex, John Eric Thompson a daté la copie entre 1200 et 1250. Ainsi, le codex pourrait provenir du nord du Yucatán où existait, entre 1200 et 1450, la dernière grande communauté Maya.

## Histoire
En 1739, le directeur de la bibliothèque royale de Dresde, Johann Christian Götze, découvre ce document chez un particulier, à Vienne, et l’obtient, probablement à titre gratuit étant donné son absence d'identification et donc de valeur vénale. Il décrira plus tard le manuscrit comme « Un livre mexicain avec des personnages inconnus et des figures hiéroglyphiques décrits des deux côtés... ». On ignore comment le manuscrit est parvenu jusqu'à Vienne, mais il aurait été envoyé en 1519 au roi Charles Quint par Hernán Cortés, gouverneur et capitaine général du territoire nouvellement conquis au Mexique. En effet, au XVIe siècle, lors de la conquête espagnole sur l'Amérique du Sud, la cour royale de Madrid appartenait à la Maison de Habsbourg. Le manuscrit est alors probablement arrivé à Vienne via le lien dynastique des Habsbourg avec leur Autriche natale.

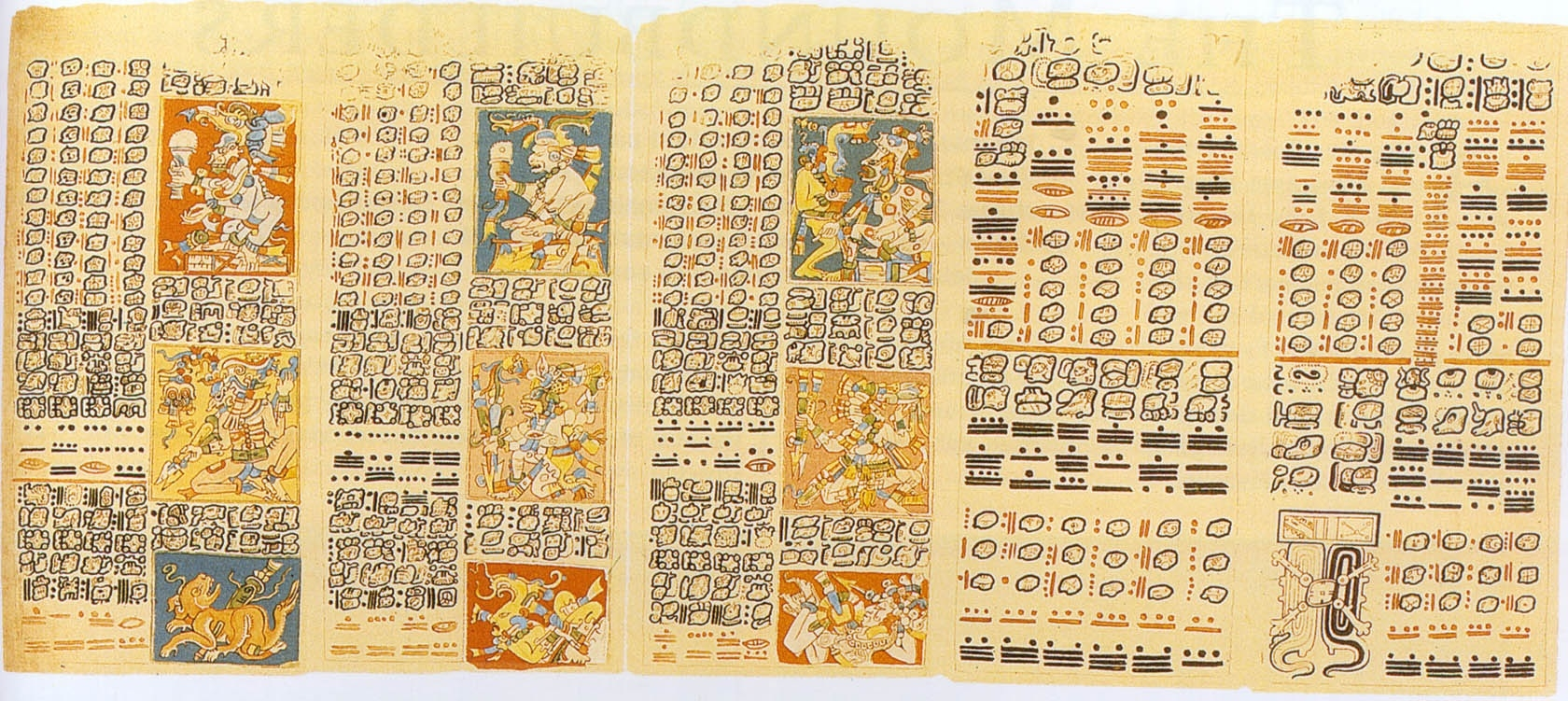
Premières reproductions du codex par Humboldt en 1810.

En 1740, Götze remet le manuscrit à la bibliothèque royale.

En 1786, première restauration attestée du codex (réparation avec de la baudruche).

En 1810, Alexander von Humboldt publie un extrait de ce document, une planche avec les premières reproductions des pages 47, 48 et 50-52.

Entre 1825 et 1826, le peintre italien Agostino Aglio recopie le codex, au cours de ses recherches de manuscrits mexicains dans les bibliothèques européennes, pour le compte de  Lord Kingsborough. C’est la première reproduction complète du codex de Dresde. Il établit également la numérotation toujours en vigueur des pages 1 à 74, omettant les quatre pages vierges que l'on rencontre dans ce codex.
 
En 1835, le bibliothécaire en chef Falkenstein décide de présenter le manuscrit en deux parties approximativement égales (1,82 mètre et 1,74 mètre) et de les placer entre deux vitres suspendues, de manière que le codex puisse être regardé des deux côtés.

En 1880, le bibliothécaire Ernst Förstemann publie un fac-similé du codex, obtenu par le procédé de chromolithographie. Entre 1887 et 1897, il déchiffre la section du codex concernant le calendrier. Il découvre également le système vigésimal de numération maya et interprète les tables de Vénus et des cycles lunaires. Il détermine aussi l’ordre correct de lecture du codex.

Entre 1892 et 1904, Paul Schellhas parvient à identifier une trentaine de dieux mayas auxquels il associe des hiéroglyphes spécifiques.

Dans les années 1950, Youri Knorozov utilise le codex de Dresde et l’« alphabet » de Landa, basé sur les archives de 1566 de l'évêque du Yucatán, Diego de Landa, pour déchiffrer l’écriture maya : il démontre que c’est un système mixte, combinant des éléments sémantiques et phonétiques.

En février 1945, au cours du bombardement de Dresde, la bibliothèque où est conservé le codex subit de lourds dégâts matériels. Les manuscrits les plus précieux avaient été mis à l'abri des bombes dans un sous-sol qui fut inondé. Le codex a été gravement endommagé par des infiltrations d’eau sous les verres du manuscrit.

Il est alors méticuleusement restauré. Cependant, quelques pages ont été restituées en dehors de leur séquence normale, dans la vitrine d’exposition, en raison des dégâts des eaux qui ont fait adhérer certaines zones peintes au verre protecteur.

Désormais, le manuscrit maya est le centre du trésor dans le musée du livre du SLUB. Dans des conditions climatiques et de luminosité optimales, il continue à être présenté couché, en deux parties, entre des plaques de verre, dans une vitrine en verre blindé équipée de miroirs.

## Description
Le codex est composé de 39 feuillets de papier d'amate, illustrés recto-verso sauf quatre pages demeurées vides. Les feuilles individuelles, de 20,5 centimètres par 9, sont reliées par de fines cuticules et formaient à l'origine un leporello d’une longueur totale de 3,56 mètres, muni de couvertures de protection en bois, recouvertes de peau de jaguar. Il se présente aujourd’hui sous forme de deux bandes d’une longueur d’environ 1,80 mètre chacune,  insérées entre deux plaques de verre. Le support végétal de ce papier « amate » est un matériau constitué de fibres libériennes de ficus, obtenu par broyage et dont la surface était apprêtée à la chaux comme base d’écriture.

Ce codex porte la marque d’au moins six scribes différents, chacun se distinguant par le thème traité, le style d’écriture et les glyphes utilisés : le scribe des figures divines (pages 1 à 3); l'écrivain de l’almanach journalier (pages 4-23); l'auteur principal (pages 24, 45 à 74, 29 à 44); le scribe des tables du nouvel an (pages 25-28); l'auteur des rituels sacrificiels (pages 30-35), le scribe des tables de Mars.

Les pages intermédiaires vides, de même que certains calendriers de divination restés incomplets, indiquent que le manuscrit n'a pas été créé en une seule opération mais était complété en permanence. Les illustrations, d’une grande finesse, utilisent les couleurs de base, rouge, noir et bleu maya, d’origine végétale.

Environ 250 des quelque 350 signes du codex ont été décodés. Parmi ceux-ci, une centaine de caractères sont syllabiques et environ 150 représentent des mots tels que les noms des dieux. La plupart font référence aux figures jointes et commentent les images en phrases courtes.

Le codex de Dresde contient des tableaux astronomiques d'une grande précision. Il est particulièrement célèbre pour son cycle de la Lune et celui de Vénus. La série lunaire a des intervalles qui sont en corrélation avec des éclipses. La table de Vénus est liée aux mouvements apparents de la planète.

## Numérotation, séquence des pages

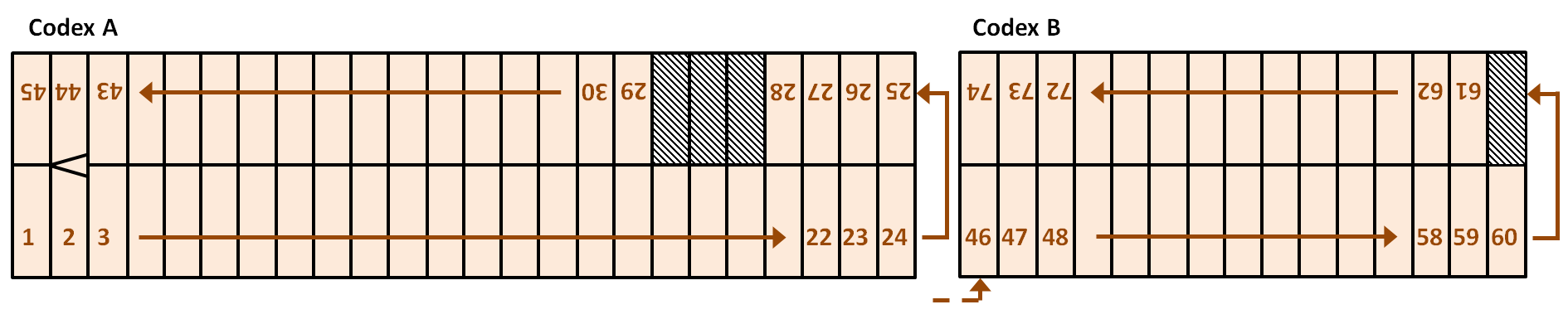
Première séquence de lecture des pages du codex selon Agostino Aglio.

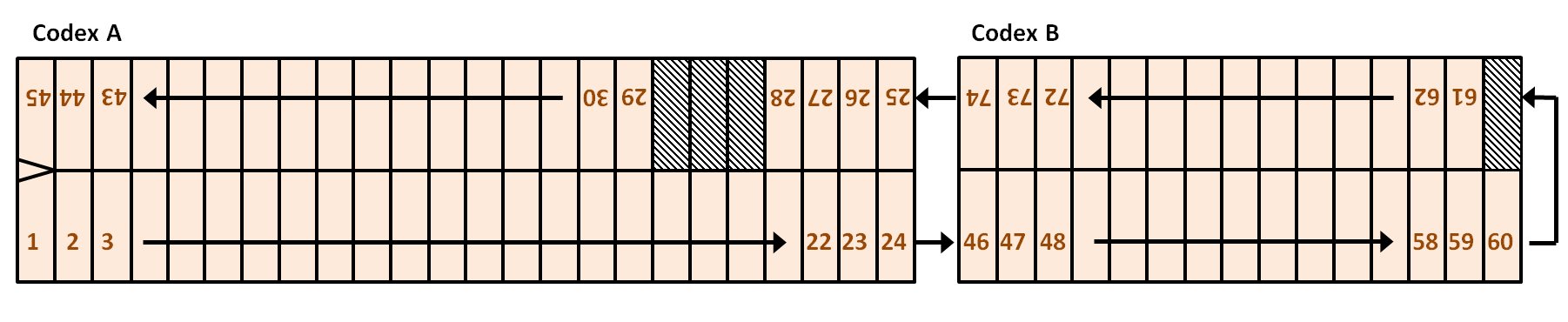
Séquence correcte de lecture des pages du codex.

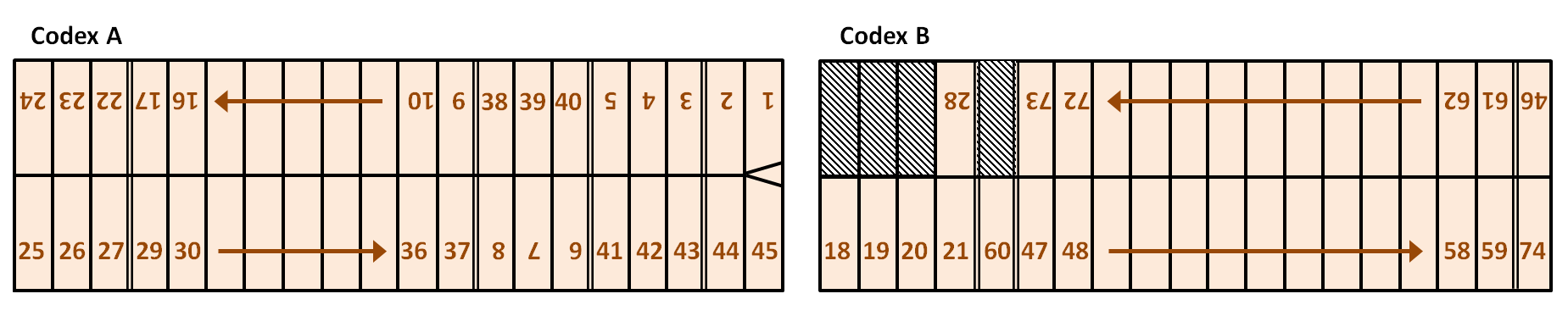
Présentation des pages du codex après 1945.

La numérotation des pages a été effectuée par Agostino Aglio, qui fut le premier à transcrire le manuscrit entre 1825 et 1826. Pour ce faire, il a divisé le codex en deux parties, intitulées Codex A et Codex B. Et il a établi la séquence de lecture suivante : Lecture complète du recto du Codex A, suivie de la lecture du verso en sens inverse, c’est-à-dire à partir de la dernière feuille du recto, puis lecture du Codex B dans le même ordre.

On estime aujourd'hui que, initialement, le Codex se composait d’un seul bloc qui était lu recto-verso dans une seule séquence, c'est-à-dire des pages 1 à 24 suivies des pages 46 à 60 au recto, puis 61 à 45 au verso.

En 1836, le bibliothécaire K.C. Falkenstein a ajusté la position relative des pages pour des « raisons esthétiques », ce qui a donné les deux bandes de taille similaire connues aujourd'hui. En déchiffrant le codex, le bibliothécaire Ernst Förstemann a découvert une erreur dans l'attribution des numéros de pages par Aglio en ce qui concerne les feuilles 1/45 et 2/44 : Les pages, représentées par Aglio et portant les numéros 1, 2, 44 et 45 dans l’ouvrage publié par Lord Kingsborough, sont en réalité les pages 44, 45, 1 et 2 dans la numérotation inchangée établie par Aglio.

Dans la présentation actuelle du codex, le renversement des feuilles 6/40, 7/39 et 8/38 est dû à une erreur survenue lorsque les feuilles ont été replacées dans leur étui de protection après séchage, à la suite des dégâts des eaux consécutifs au bombardement de Dresde en 1945.

## Contenu
La description du contenu du codex tient compte de la séquence de lecture correcte des pages, soit : 1-24, 46-74, 25-45 et de la correction apportée par Förstemann aux feuilles 1/45 et 2/44.

Le codex est divisé en dix chapitres :
1. Introduction du code : les vêtements des divinités (pp. 1-2), le sacrifice de Jun Ajaw (page 3)[11], l'invocation des dieux, la préparation des prophéties (pages 4-15).
2. Almanachs de la divinité lunaire, Ix Chel (pages 16-23), déesse de la guérison et porteuse de maladies. Discussion sur les maladies, les remèdes et les dangers à la naissance.
3. Tableaux de Vénus (pages 24, 46 à 50) : images de la divinité de Vénus et informations (faits, dates, intervalles, directions et signe correspondant) sur l'apparition de la planète Vénus en tant qu'étoile du matin et étoile du soir, sur une période de 312 ans, sur la base du cycle de Vénus de 584 jours. Vénus était considérée comme une divinité agressive et le calendrier de Vénus était probablement utilisé pour calculer le succès des campagnes militaires.
4. Tableau des éclipses solaires et lunaires (pages 51-58) : Calcul de l'incidence des éclipses solaires et lunaires. Les Mayas considéraient les éclipses qu’ils pouvaient prévoir comme des périodes de revers et de danger dont ils tentaient d’éviter l’impact par des rituels et des sacrifices.
5. Table de multiplication par le nombre 78 (pages 58-59). L'importance de ce nombre n'est pas connue.
6. Prophéties de katun (page 60) : Décrit les catastrophes pouvant survenir à la fin d'un katun. Dans le calendrier maya, un katun est une période de 20 ans qui revient, après 13 cycles de katun, soit après 260 ans, avec un nom spécifique. La fin de cette période est associée au risque de famine, sécheresse et tremblements de terre.
7. Nombre de serpents (pages 61-62), piliers de l'univers (pages 63 à 73) : Les nombres de serpents indiquent des événements mythiques sur une période d'environ 30 000 ans. Les pages suivantes font référence aux piliers de l'univers et aux diverses manifestations du dieu de la pluie, Chaac. Pour les Mayas, l’origine du temps est étroitement liée à l’origine de la pluie. Ces passages utilisent les mêmes mots que les inscriptions en pierre de la période classique dans les villes mayas telles que Palenque et Tikal.
8. La grande inondation (page 74) : Représentation d'un désastre cosmique entraînant la destruction du monde par une grande inondation. Suivant les traditions des Mayas, le monde existant dont la destruction est prédite ici a déjà été précédé par trois autres mondes.
9. Cérémonies du début de la nouvelle année (pages 25-28) : Description des rituels que le roi et le prêtre devaient effectuer au cours des cinq derniers jours de l'année solaire. Les cérémonies du Nouvel An étaient considérées comme des recréations symboliques de l'univers après une apocalypse.
10. Almanach (calendrier prophétique) de l'agriculture (pages 29 à 41), tables du voyage du dieu de la pluie et de Mars (pages 42 à 45) : Le calendrier prophétique contenait des affirmations sur le temps qu'il faisait et la récolte, et servait également de guide pour les cultures. Les pages 42 à 45 comprennent de courtes sections du voyage du dieu de la pluie et de Mars avec ses mouvements cycliques de 780 jours. La dernière partie de la dernière page comprend une table de multiplication par 91, un nombre dont la signification est actuellement inconnue.